# آخرنس
شهر آخرنس در استان آتیک در کشور یونان واقع شده است که دارای جمعیت ۸۶٬۰۳۳  نفر می‌باشد.